# Au Cap
Au Cap é um Distrito das Seicheles localizado na região leste da Ilha de Mahé, tem 8.273  km²  de área.
Em 2021 a população de Au Cap foi estimada em 4,382 habitantes, segundo o censo de 2010 a população é de 4,233 habitantes sendo 1,944 homens e 2,289 mulheres.